# Saison 2019-2020 de l'ECHL
Saison précédente Saison suivante
La saison 2019-2020 est la 32e saison de l'ECHL. La saison régulière débute le 11 octobre 2019 et devait se terminer en avril 2020 mais en raison de la Pandémie de Covid-19, la saison est d'abord suspendue le 12 mars 2020 puis annulée le 14 mars 2020.

## Saison régulière

### Contexte
- Les Monarchs de Manchester cessent leurs activités.

### Classements

#### Association de l'Est
| Clt   | Équipe                  | PJ | V  | D  | DP | DF | BP  | BC  | Pts |
| ----- | ----------------------- | -- | -- | -- | -- | -- | --- | --- | --- |
| +001, | Growlers de Terre-Neuve | 60 | 42 | 17 | 0  | 1  | 240 | 177 | 85  |
| +002, | Royals de Reading       | 60 | 37 | 17 | 5  | 1  | 218 | 176 | 80  |
| +003, | Beast de Brampton       | 62 | 34 | 25 | 3  | 0  | 229 | 206 | 71  |
| +004, | Mariners du Maine       | 62 | 32 | 26 | 3  | 1  | 182 | 186 | 68  |
| +005, | Thunder de l'Adirondack | 63 | 22 | 28 | 8  | 5  | 197 | 219 | 57  |
| +006, | Railers de Worcester    | 61 | 21 | 36 | 4  | 0  | 161 | 230 | 46  |

| Clt   | Équipe                          | PJ | V  | D  | DP | DF | BP  | BC  | Pts |
| ----- | ------------------------------- | -- | -- | -- | -- | -- | --- | --- | --- |
| +001, | Stingrays de la Caroline du Sud | 62 | 44 | 14 | 3  | 1  | 216 | 147 | 92  |
| +002, | Everblades de la Floride        | 62 | 43 | 13 | 4  | 2  | 227 | 156 | 92  |
| +003, | Swamp Rabbits de Greenville     | 64 | 29 | 30 | 4  | 1  | 210 | 226 | 63  |
| +004, | Gladiators d'Atlanta            | 61 | 29 | 28 | 2  | 2  | 200 | 230 | 62  |
| +005, | Solar Bears d'Orlando           | 62 | 27 | 29 | 2  | 1  | 170 | 180 | 60  |
| +006, | Icemen de Jacksonville          | 60 | 24 | 29 | 6  | 1  | 173 | 206 | 55  |
| +007, | Admirals de Norfolk             | 60 | 14 | 38 | 8  | 0  | 149 | 248 | 36  |

- Qualifié pour les séries

#### Association de l'Ouest
| Clt   | Équipe                 | PJ | V  | D  | DP | DF | BP  | BC  | Pts |
| ----- | ---------------------- | -- | -- | -- | -- | -- | --- | --- | --- |
| +001, | Cyclones de Cincinnati | 63 | 38 | 17 | 7  | 1  | 196 | 161 | 84  |
| +002, | Walleye de Toledo      | 59 | 37 | 17 | 4  | 1  | 225 | 163 | 79  |
| +003, | Komets de Fort Wayne   | 62 | 31 | 23 | 6  | 2  | 218 | 220 | 70  |
| +004, | Fuel d'Indy            | 60 | 30 | 26 | 2  | 2  | 195 | 175 | 64  |
| +005, | Wings de Kalamazoo     | 61 | 23 | 30 | 7  | 1  | 194 | 241 | 54  |
| +006, | Nailers de Wheeling    | 59 | 24 | 30 | 5  | 0  | 163 | 206 | 53  |

| Clt   | Équipe                   | PJ | V  | D  | DP | DF | BP  | BC  | Pts |
| ----- | ------------------------ | -- | -- | -- | -- | -- | --- | --- | --- |
| +001, | Americans d'Allen        | 62 | 40 | 14 | 6  | 2  | 247 | 195 | 88  |
| +002, | Steelheads de l'Idaho    | 61 | 36 | 18 | 3  | 4  | 168 | 155 | 79  |
| +003, | Grizzlies de l'Utah      | 62 | 34 | 17 | 7  | 4  | 207 | 164 | 79  |
| +004, | Oilers de Tulsa          | 63 | 29 | 26 | 7  | 1  | 199 | 196 | 66  |
| +005, | Rush de Rapid City       | 60 | 29 | 25 | 5  | 1  | 181 | 200 | 64  |
| +006, | Thunder de Wichita       | 62 | 24 | 30 | 8  | 0  | 181 | 233 | 56  |
| +007, | Mavericks de Kansas City | 61 | 24 | 32 | 4  | 1  | 167 | 217 | 53  |

- Qualifié pour les séries

## Séries éliminatoires
En raison de la Pandémie de Covid-19, les séries éliminatoires sont annulées. Les quatre meilleures équipes de chaque division devaient s'affronter. Au moment de l'annulation, six équipes étaient déjà qualifiées : les Americans d'Allen, les Cyclones de Cincinnati, Everblades de la Floride, Growlers de Terre-Neuve, les Royals de Reading et les Stingrays de la Caroline du Sud